# Pulpanecrose
Pulpanecrose is het afsterven van de tandpulpa. Het komt meestal voor na chronische ontsteking van de tandpulpa. Deze ontsteking kan veroorzaakt worden door cariës of door chemische invloed van tandvullingmaterialen (bijvoorbeeld door composieten die te dicht bij de tandpulpa liggen), of door tandbreuk of tandoverbelasting.  Ook door  parodontitis kan de tandpulpa afsterven. Onbehandelde pulpanecrose leidt vaak tot een tandabces.
De behandeling van een  genecroseerde tandpulpa bestaat in een  kanaalbehandeling, waarbij het afgestorven weefsel weggenomen wordt, en de wortelkanalen gereinigd en verbreed worden, waarna de pulpakamer en de wortelkanalen hermetisch gevuld en afgesloten worden.